# Baptisia tinctoria
Espèce
Classification phylogénétique
Baptisia tinctoria est une espèce de plantes à fleurs de la famille des Fabacées. C'est une plante herbacée originaire d'Amérique du Nord.

## Position taxinomique
Cette espèce a d'abord été décrite en 1753 par Carl von Linné comme une espèce du genre Sophora : Sophora tinctoria L..
En 1799, Carl Ludwig von Willdenow la place dans le genre Podalyria : Podalyria tinctoria (L.) Willd.
Étienne Pierre Ventenat la place en 1808 dans le genre Baptisia : Baptisia tinctoria (L.) Vent.. Le reclassement dans le genre Baptisia par Ventenat n'est pas estimé valide par les index IPNI et GRIN, alors que le jardin botanique du Missouri (Index Tropicos) l'estime parfaitement recevable.
En 1811, Robert Brown la redécrit dans le genre Baptisia, créant ainsi un synonyme : Baptisia tinctoria (L.) R.Br. que les index IPNI et GRIN considèrent comme seul valide.
Des variétés botaniques sont aussi reconnues :
- Baptisia tinctoria var. crebra Fernald (1937) ;
- Baptisia tinctoria var. gibbesii (Small) Fernald (1936) - synonyme : Baptisia gibbesii Small ;
- Baptisia tinctoria var. projecta Fernald (1937).

## Description
Baptisia tinctoria est une plante herbacée vivace, caduque, en touffe, de moins d'un mètre de haut.
Les feuilles sont pédicellées, à trois folioles.
Les fleurs, hermaphrodites, en courtes grappes, pédicellées, ont des pétales jaunes ou blanc-jaunâtre, les carènes pouvant toutefois êtres blanches au centre. Elles comportent dix étamines, libres à la base (caractéristique du genre).
Les fruits sont des gousses déhiscentes à plusieurs graines (moins d'une dizaine), de petite taille au regard de celle de la gousse. Les gousses sont noires à maturité.

## Distribution
Baptisia tinctoria est originaire de l'Est de l'Amérique du Nord, de l'Ontario (Canada) au Maine (États-Unis).

## Usages
Usages médicinaux traditionnels :
Des propriétés médicinales sont signalées pour Baptisia tinctoria, principalement la racine et la tige.
L'indigo sauvage était l'un des médicaments préférés des Indiens d'Amérique du Nord, une décoction des racines étant utilisée comme lavage antiseptique pour les blessures et les affections cutanées.
La recherche moderne a montré que cette plante âcre et amère stimule le système immunitaire et est particulièrement efficace contre les infections bactériennes.
La prudence est de mise en ce qui concerne l'utilisation interne de cette plante, des doses importantes ou fréquentes étant potentiellement nocives. 
Une tisane préparée à partir des racines est « Cholagogue», émétique, fébrifuge et purgative.
La racine fraîche est également considérée comme antiseptique, astringente et laxative. 
L'infusion est utilisée dans le traitement des infections des voies respiratoires supérieures telles que l'amygdalite et la pharyngite, et est également utile dans le traitement des infections de la poitrine, du tractus gastro-intestinal et de la peau. 
Les propriétés antimicrobiennes et immunostimulantes de la plante combattent les problèmes lymphatiques, et lorsqu'elle est utilisée avec des plantes détoxifiantes telles que Arctium lappa, elle aide à réduire l'hypertrophie des ganglions lymphatiques. 
L'indigo sauvage est fréquemment prescrit, avec l’Echinacée, dans le traitement des infections virales chroniques ou du syndrome de fatigue chronique. 
Une décoction de la racine soulage les mamelons douloureux ou infectés et les affections cutanées infectées. 
Utilisée en bain de bouche ou en gargarisme, la décoction traite les aphtes, les infections des gencives et les maux de gorge. 
La racine fraîche, y compris l'écorce, est utilisée pour fabriquer un médicament homéopathique. 
Ce dernier a un champ d'action limité, mais il est utilisé en particulier dans le traitement de certains types de grippe.
Autres :
Cette espèce a été utilisée comme plante tinctoriale,, comme succédané de l'indigo au début du XIXe siècle. 